# Leuchtturm Woronzow
Der Leuchtturm Woronzow (ukrainisch Воронцовський маяк Woronzowskyj majak) ist ein rot-weißer, 27,1 Meter hoher Leuchtturm im Schwarzmeerhafen von Odessa, Ukraine. Es ist nach Fürst Michail Semjonowitsch Woronzow benannt, einem der Generalgouverneure der Region Odessa.

## Bauwerk

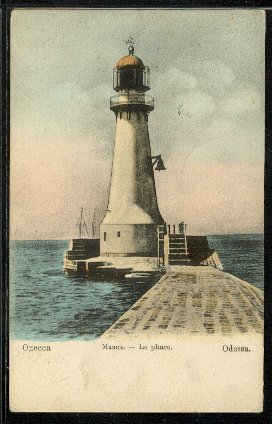
Leuchtturm Woronzow in den 1890er Jahren

Der Leuchtturm wurde aus mit Bleidichtungen aufeinander gesetzten Gusseisenrohren gebaut. Sein rotes Signallicht ist bis zu 15 Seemeilen (≈28 km) weit sichtbar. Es überträgt das Morsecode-Signal „O“ (3 × lang), für Odessa. Bei schweren Stürmen oder Nebel ertönt auch ein Nebelhorn.
Der Leuchtturm ist durch eine lange Steinmole, die den südlichen Hafen als Wellenbrecher schützt, mit dem Hafenufer verbunden.

## Oberfeuer
Der Leuchtturm Woronzow ist der vordere Leuchtturm der 250°-Richtfeuerlinie, die vom Meer zum Hafen führt. Das hintere Oberfeuer, Odesskij stvornyj mayak, dieser Ausrichtung ist ein weißer Aufbau mit einer roten Laterne, der in 20 m Höhe auf dem Dach eines weißen mehrstöckigen Gebäudes in der Innenstadt installiert ist (Preobraschenskoi–Straße № 5).

## Geschichte
Der aktuelle Leuchtturm ist der dritte, der an derselben Stelle steht. Der erste wurde 1862 gebaut und war aus Holz.

## Philatelistische Würdigung
In philatelistischer Würdigung des Leuchtturms gab die Ukrainische Post mit Ausgabetag 20. September 2002 eine Briefmarke (Nr. 473) im Wert von 0.45 Hrywnja und mit Ausgabetag 30. Oktober 2009 in einem Block von 6 Leuchtturm-Postwertzeichen eine Briefmarke im Wert von 1.50 Hrywnja heraus. Nr. Block B 79: (Nr. 1007). Die Ausgabe 2002 erfolgte in einer Auflage von 500.000 und die von 2009 in 80.000 Stück.

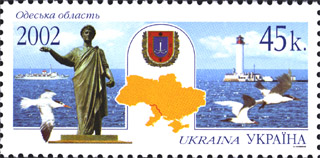
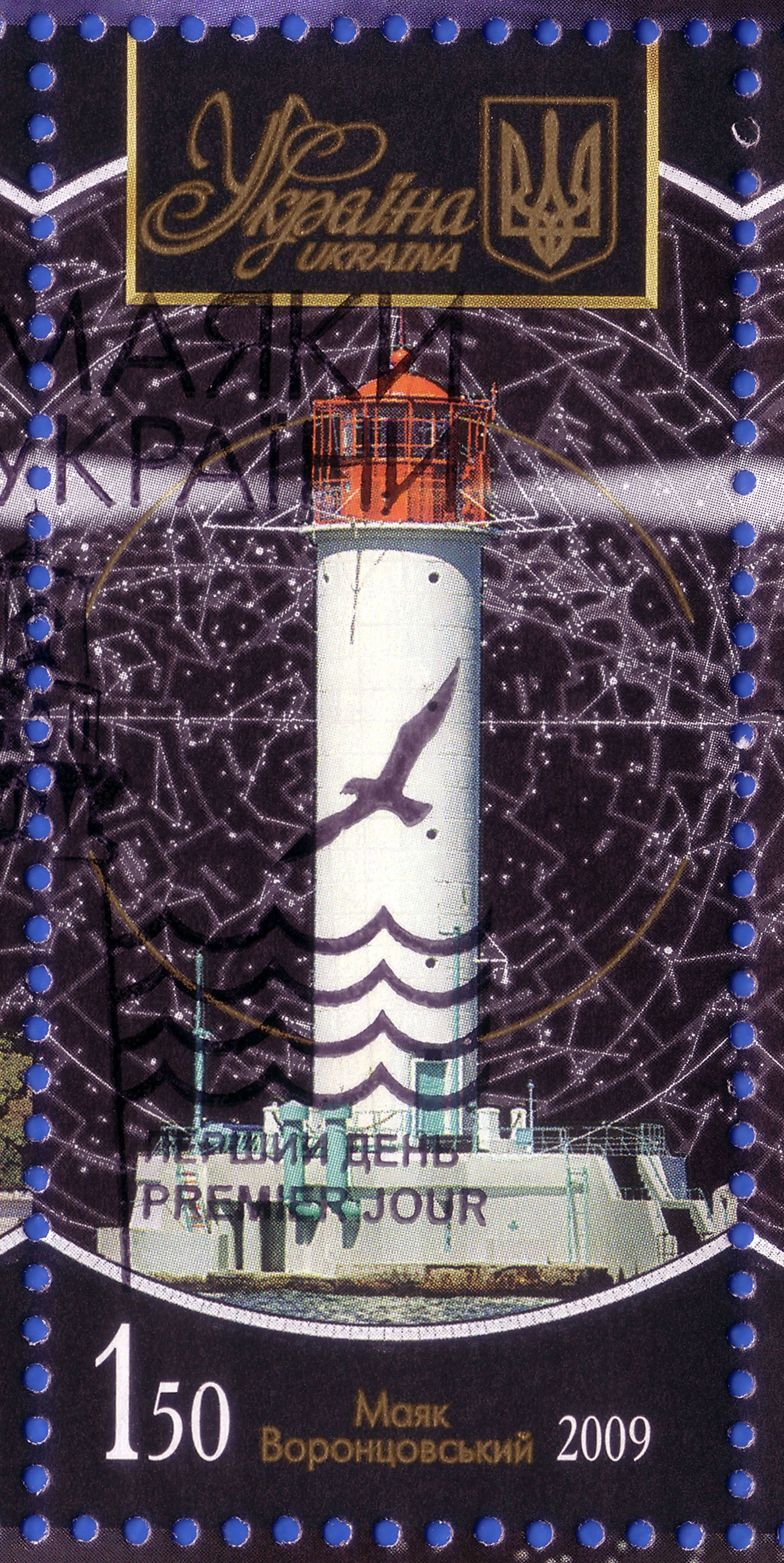
Leuchtturm Woronzow, 2009